# آندره‌آ

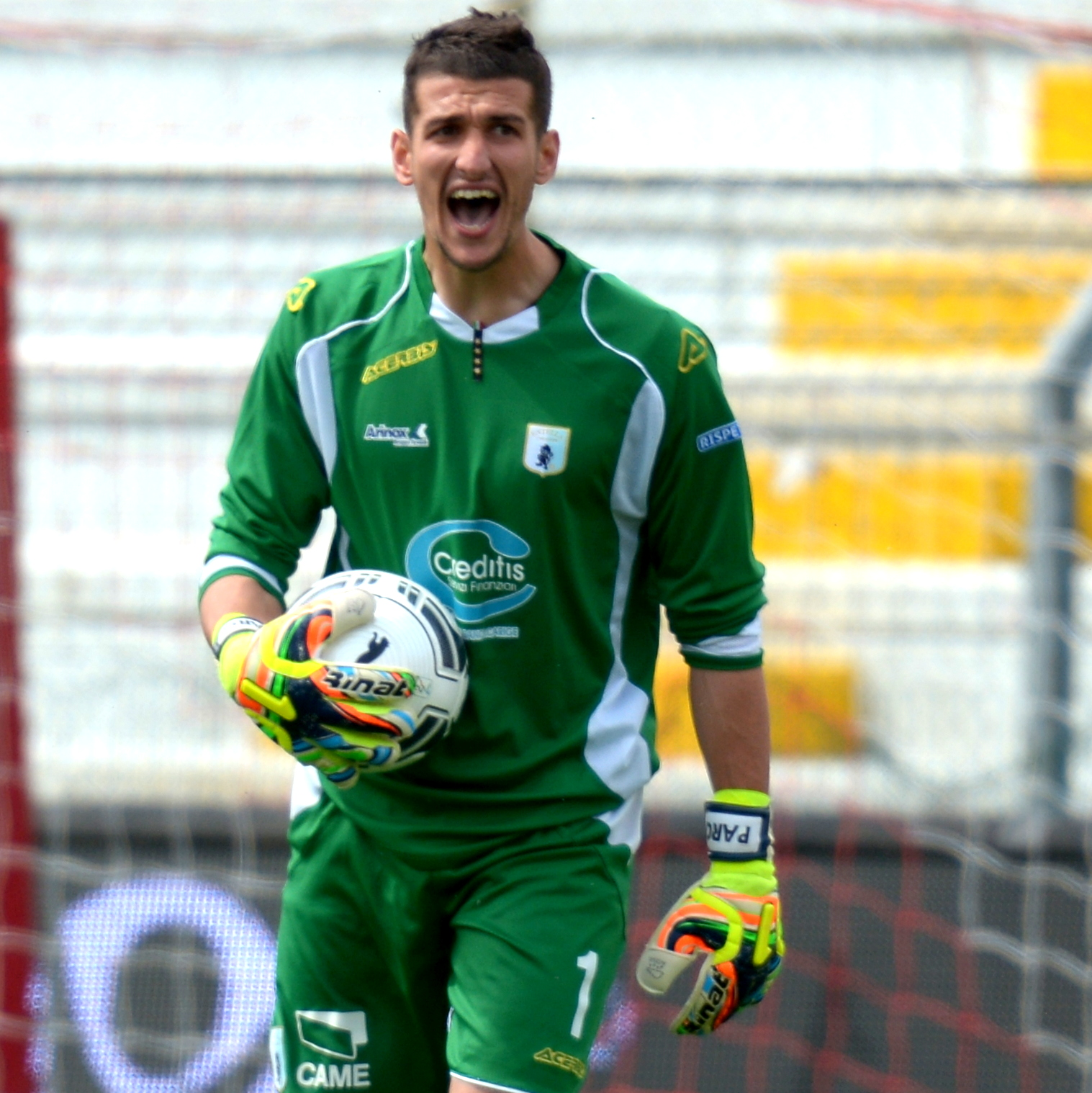
Andrea Paroni in action during Vicenza vs. Entella

آندره‌آ یا آندرئا (ایتالیایی: Andrea،تلفظ ایتالیایی: [anˈdrɛːa]) نامی‌است مردانه. این نام برابر با نام‌های انگلیسی اندرو، فرانسوی آندره و آندرئاس در زبان آلمانی می‌باشد. پیرامون ۳٪ از مردان ایتالیایی آندره‌آ نام دارند.

## ریشهٔ نام
ریشهٔ این نام در زبان یونانی و واژهٔ آنیر ἀνήρ به معنای مرد است. آنیر در حالت اضافه به صورت آندروس (به یونانی: ἀνδρός) در می‌آید و همین صورت از این واژه‌است که به صورت Andreas به لاتین راه‌یافته و از آنجا در زبان‌های گوناگون اروپایی وام گرفته شده است.

## سرشناسان
- آندرئا اهریت-وانک
- آندرئا باربر
- آندره‌آ بارزالی
- آندرئا بیزانو
- آندره‌آ پیرلو
- آندرئا پتکوویچ
- آندرئا جرمایا
- آندرئا فلدمن
- آندره‌آ مارتین
- آندرئا دل وروکو